# FK Slovan Nemšová
FK Slovan Nemšová là một câu lạc bộ bóng đá Slovakia, đến từ thị trấn Nemšová. Câu lạc bộ được thành lập năm 1928.

## Câu lạc bộ liên kết
Câu lạc bộ sau hiện tại liên kết với FK Slovan Nemšová:
- AS Trenčín (2012−nay)[1]